# Rinaldo Moresco
Rinaldo Moresco (* 15. Januar 1925 in Bargagli) ist ein ehemaliger italienischer Radrennfahrer.

## Sportliche Laufbahn
Moresco war im Straßenradsport aktiv. 1949 begann er mit dem Radsport. 1950 belegte er im Rennen der Amateure bei den Straßenradsport-Weltmeisterschaften den 10. Platz.
Von 1950 bis 1955 war er Unabhängiger und Berufsfahrer. 1950 holte er zwei Etappensiege in der Sizilien-Rundfahrt. Den Giro dell’Appennino konnte er 1951 für sich entscheiden. 1952 siegte er im Giro della Toscana vor Franco Giacchero. Zweiter wurde er in der Trofeo Matteotti hinter Elio Brascola und im Giro del Lazio 1951. Dritte Plätze holte Moresco in der nationalen Straßenmeisterschaft sowie im Giro dell’Appennino 1952.
Den Giro d’Italia bestritt er dreimal. 1951 wurde er 21., 1952 43. und 1953 36. der Gesamtwertung.